# Dracula dodsonii
Dracula dodsonii là một loài thực vật có hoa trong họ Lan. Loài này được (Luer) Luer mô tả khoa học đầu tiên năm 1978.